# Salen (kulle i Antarktis)
Salen är en kulle på den obebodda Peter I:s ö. Ön, som Norge gör anspråk på, ligger i Västantarktis. Toppen på Salen är 1 008 meter över havet.
Terrängen runt Salen är kuperad norrut, men åt sydost är den bergig. Havet är nära Salen åt nordväst.